# Olimpijski stadion u Amsterdamu
Olympisch Stadion (olimpijski stadion) je bivši nogometni stadion u Amsterdamu, danas je sportski muzej. Stadion je sagrađen 1928. godine, za potrebe Olimpijskih igara; tadašnji mu je kapacitet bio 31.600 sjedala. Nakon izgradnje stadiona De Kuip u Rotterdamu, 1937. godine, amsterdamske su vlasti odlučile povećati Olympisch Stadiona na 64.000. AFC Ajax je stadion koristio za međunarodne utakmice sve do 1996. godine, kad je sagrađena Amsterdam ArenA. 
2005. godine, stadion je pretvoren u sportski muzej, zvan Olympic Experience Amsterdam. Stadion se više ne koristi za nogometnne susrete.

## Poznate utakmice
Poznate utakmice igrane na Olympisch Stadionu, osim Olimpijskih igara 1928., bile su:
- Finale Kupa prvaka 1962. između Benfice i Real Madrida (5:3)
- Ajax protiv Liverpoola, u povijesnoj pobjedi 7. prosinca 1966. (5:1)

## Vanjske poveznice
- Službena stranica (nizoz.)
- Izgled stadiona od 1937. godine  Arhivirana inačica izvorne stranice od 23. listopada 2007. (Wayback Machine)
- 3D model  Arhivirana inačica izvorne stranice od 14. ožujka 2012. (Wayback Machine)

| Prethodnik:      | Domaćin finala Kupa prvaka 1962. | Nasljednik:     |
| Wankdorf Stadion | Domaćin finala Kupa prvaka 1962. | Wembley Stadium |